# Frank Fertitta
Frank J. Fertitta III es el actual Director ejecutivo de Station Casinos. También es dueño de Zuffa, LLC, que es la entidad que administra el Ultimate Fighting Championship (UFC). Fertitta reside en Las Vegas con su esposa Jill y sus tres hijos.

## Educación
Fertitta asistió a Bishop Gorman High School en Las Vegas. En 1984 se graduó en la Universidad del Sur de California, donde recibió un título BA/BS.

## Carrera
Historia con Station Casinos.
- 1985 se convierte en funcionario/gerente general
- 1986 se convierte en director, vicepresidente ejecutivo y director de Operaciones
- 1989 - julio de 2000: presidente
- Julio 1992 - presente: director general